# Phim khai thác

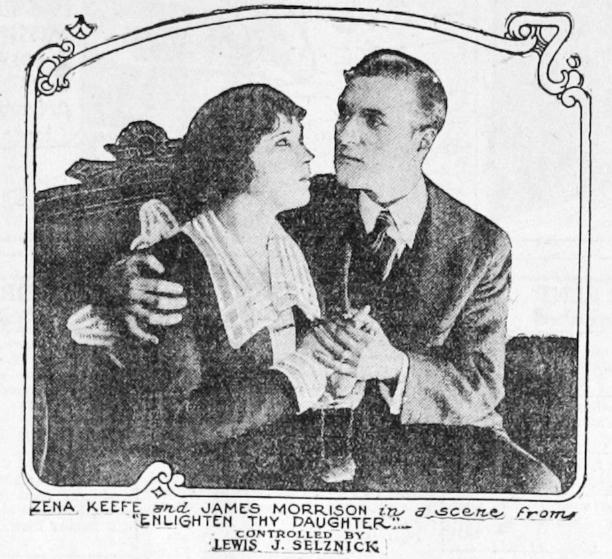
Enlighten Thy Daughter 1917

Phim khai thác, phim thương mại (tiếng Anh: exploitation film) là tên gọi có thể được áp dụng cho bất kỳ bộ phim thường được coi là ngân sách sản xuất thấp và ít có giá trị về nghệ thuật, do đó mục tiêu chính của nó để đạt được thành công về lợi nhuận bằng cách "khai thác" các xu hướng đang "ăn khách" hiện tại của số đông khán giả. Những bộ phim này khi sản xuất cần có những cách thu hút người xem, như có sự góp mặt của các diễn viên, người mẫu,... nổi tiếng, hiệu ứng đặc biệt, những cảnh khiêu dâm, bạo lực.